# Dipartimento di Facobly
Il dipartimento di Facobly è un dipartimento della Costa d'Avorio situato nella regione di Guémon, distretto di Montagnes.
Nel censimento del 2014 è stata rilevata una popolazione di 76.507 abitanti. 
Il dipartimento è suddiviso nelle sottoprefetture di Facobly, Guézon, Koua, Sémien e Tiény-Séably.